# 1-es busz (Szigetvár)
A szigetvári 1-es busz körjáratként az Autóbusz-állomás és a Szent István lakótelep I. között közlekedik. A járatot a Volánbusz üzemelteti.

## A többi 1-es

### Jelenleg
1-es: Alapjárat, az Autóbusz-állomás és a Szent István lakótelep I. között.

1/A: Az 1-es kibővített változata, az Autóbusz-állomás és a Táncsics Mihály utca között. Korábban 7-es jelzéssel közlekedett.

### Régi 1-es
1-es: A mai 1-es-sel teljesen megegyezett, ritkább követéssel.

1/A: Az Autóbusz-állomás - Kórház útvonalon közlekedett.

1/B: A Kórház - Autóbusz-állomás útvonalon közlekedett.

## Útvonala
| Autóbusz-állomás → Szent István lakótelep I. → Autóbusz-állomás |
| --- |
| Autóbusz-állomás – Almáspatak utca – Széchenyi utca – Bajcsy-Zsilinszky utca – Batthyány utca – Basa utca – Szent István lakótelep I. – Bajcsy-Zsilinszky utca – Széchenyi utca – Almáspatak utca – Autóbusz-állomás |

## Megállóhelyei
| 0  | Autóbusz-állomás induló végállomás             | 1A, 2, 2A Helyközi és távolsági autóbuszok Gyékényes–Pécs-vasútvonal | Autóbusz-állomás, Vasútállomás, Középiskola, Piac |
| 1  | Almáspatak                                     |                                                                      | Tesco, Lidl, SPAR                                 |
| 4  | Konzervgyár                                    |                                                                      | Óvoda                                             |
| 5  | Malom                                          |                                                                      |                                                   |
| 6  | Somogyapáti elágazás                           |                                                                      |                                                   |
| 8  | Kórház                                         |                                                                      | Szigetvári Városi Kórház                          |
| 10 | Szent István lakótelep I. vonalközi végállomás | 1A                                                                   |                                                   |
| 11 | Szent István lakótelep II.                     |                                                                      |                                                   |
| 13 | Bajcsy-Zsilinszky utca 45.                     |                                                                      |                                                   |
| 14 | Malom                                          |                                                                      |                                                   |
| 15 | Konzervgyár                                    |                                                                      | Óvoda                                             |
| 16 | Almáspatak                                     |                                                                      | Tesco, Lidl, SPAR                                 |
| 17 | Autóbusz-állomás érkező végállomás             |                                                                      |                                                   |